# Pampa del Sacramento
La Pampa del Sacramento est un plaine du Pérou située à 1 095 m d'altitude.
Elle est connue par plusieurs toiles de George Catlin comme Grand Lavoir, Pampa del Sacramento exécutée entre 1854 et 1869 ou View of the Pampa del Sacramento.

## Description
La plaine a pour limites au nord le río Marañón, à l'est par l'Ucayali, à l'ouest par la rivière Huallaga et par les rivières Pozuzo et Mayo au sud.

## Histoire
La grande plaine est découverte le 21 juin 1726 par des convertis au Catholicisme de Pozuzo, membres des missions des Panataguas, le jour de la fête de Dieu (Sacramento). Ce nom est attribué le Père Simon Zara qui visite le lieu en 1732.
Amédée Chaumette des Fossés révise la carte de la Pampa del Sacramento de Manuel Sobreviela (1790) et en publie une version corrigée, grâce à ses propres explorations, en 1830.

## Environnement
La Ranitomeya benedicta, une espèce d'amphibiens de la famille des Dendrobatidae, est endémique à la pampa del Sacramento.